# 346 Hermentaria
346 Hermentaria је астероид главног астероидног појаса. Приближан пречник астероида је 106,52 km,
а средња удаљеност астероида од Сунца износи 2,795 астрономских јединица (АЈ).
Инклинација (нагиб) орбите у односу на раван еклиптике је 8,758 степени, а орбитални период износи 1707,463 дана (4,674 године). Ексцентрицитет орбите астероида износи 0,099.
Апсолутна магнитуда астероида износи 7,13 а геометријски албедо 0,218.
Астероид је откривен 25. новембра 1892. године.